# نازنین احمدی
نازنین احمدی بازیگر اهل ایران است. او فارغ‌التحصیل رشتهٔ تئاتر از دانشکدهٔ هنرهای زیبای دانشگاه تهران است. احمدی پس از بازی در سریال بیگناهان، چند سالی را در کشور آلمان سکونت داشت و سپس در سال ۱۳۹۲ به ایران بازگشت و به فعالیت خود ادامه داد.
احمدی برای بازی در فیلم ابر بارانش گرفته برندهٔ سیمرغ بلورین بهترین بازیگر نقش اول زن از سی و هشتمین دوره جشنواره فیلم فجر شد.

## فیلم‌شناسی

### سینمایی
| سال  | فیلم             | کارگردان        | نقش                     |
| ---- | ---------------- | --------------- | ----------------------- |
| ۱۴۰۳ | شوهر ستاره       | ابراهیم ایرج‌زاد |                         |
| ۱۳۹۸ | ابر بارانش گرفته | مجید برزگر      | سارا (پرستار بیمارستان) |
| ۱۳۹۶ | ناپدید شدن       | علی عسگری       |                         |
| ۱۳۹۷ | ضربه فنی         | غلامرضا رمضانی  |                         |
| ۱۳۸۵ | سه زن            | منیژه حکمت      |                         |

### تلویزیونی
| سال تولید | سریال    | کارگردان   | توضیحات      | نقش   |
| --------- | -------- | ---------- | ------------ | ----- |
| ۱۳۹۸      | ملکاوان  | احمد معظمی | شبکه آی فیلم | مرضیه |
| ۱۳۸۷      | بیگناهان | احمد امینی | شبکه سه سیما | لیلا  |

### فیلم کوتاه
- در من کسی نفس می‌کشد (مسعود طهماسبی، ۱۳۹۸)
- بیگودی (آرش مشورت، ۱۳۹۷)
- زنی که او بودم (آزاده سلیمیان، ۱۳۹۶)
- ترخیص (آزاده موسوی، ۱۳۹۵)
- اتاق (فرشته ارسطویی، ۱۳۹۴)
- بازگشت (مجید خطیری، ۱۳۹۴)
- فیلمی برای تو (ایمان بهروزی، ۱۳۹۳)
- نقطه صفر آرزو (آرش مشورت، ۱۳۹۲)[۴]
- پذیرایی سیمین (علی بنائیان)[۵][۶]
- تکیه‌ای از تو (هادی نوری)[۷][۸]

### تئاترها
احمدی پس از بازگشت از آلمان در چندین تئاتر به عنوان بازیگر فعالیت داشته‌است:
- وانهاده[۹] (امین بهروزی، گرجستان تفلیس)
- خداحافظ باغ آلبالوی من[۱۰] (کارگردان:سارا مخاوات، سالن سایه تئاتر شهر، ۱۳۹۷)
- روزهای بی‌باران[۱۱] (کارگردان:امین بهروزی، سالن سایه تئاتر شهر، ۱۳۹۵، سالن شهرزاد، ۱۳۹۷)
- راشومون[۱۲] (کارگردان:رضا کوچک‌زاده، تالار قشقایی تئاتر شهر، ۱۳۹۶)
- یادداشت‌های روزانه[۱۳] (کارگردان:رویا پردیس، ۱۳۹۳)

## جوایز و نامزدی‌ها
| سال  | رده                       | جشنواره                                         | کار نامزدشده                | نتیجه | منبع   |        |
| ---- | ------------------------- | ----------------------------------------------- | --------------------------- | ----- | ------ | ------ |
| ۱۳۹۸ | بهترین بازیگر نقش اصلی زن | سیمرغ بلورین سی و هشتمین جشنواره فیلم فجر       | ابر بارانش گرفته            | برنده | [ ۱۴ ] | [ ۳ ]  |
| ۱۴۰۱ | بهترین بازیگر             | دیپلم افتخار سی‌ونهمین جشنواره فیلم کوتاه تهران  | پذیرایی سیمین و تکه‌ای از تو | برنده | [ ۱۵ ] | [ ۱۶ ] |
| ۱۴۰۱ | بهترین بازیگر نقش اول زن  | چهاردهمین جشن منتقدان و نویسندگان سینمایی ایران | ابر بارانش گرفته            | نامزد | [ ۱۷ ] |        |